# Заокський район
Заокський район — адміністративно-територіальна одиниця і муніципальне утворення (муніципальний район) на півночі Тульської області, Росія. Адміністративний центр — робітниче селище Заокський.
Заокський район розташований на північному сході Тульської області, по річці Ока, межує з Московською і Калузькою областями. Площа становить 920 кв.м, при населенні в 21 тисячі осіб. Головна річка району — Ока з її численними притоками: Скнигою, Беспутою, Вашаною, Соломиною та інші. Ґрунти сірі, лісові та дерново-підзолисті. Під землями сільськогосподарського призначення знаходиться 57,2 тис. гектарів. Площа лісів, значна частина яких, широколистяні, з великими домішками сосни.